# Židovice (Ústí nad Labem)
Židovice é uma comuna checa localizada na região de Ústí nad Labem, distrito de Litoměřice.